# Meisam Dalkhani
Meysam Dalkhani (in persiano میثم دلخانی‎; Sziraz, 5 gennaio 1997) è un lottatore iraniano, specializzato nella lotta greco-romana, campione iridato ai mondiali di Oslo 2021 nel torneo dei 63 kg.

## Biografia
È stato vicecampione continentale nei 63 kg ai campionati asiatici di Almaty 2021, mentre a quelli di Nuova Delhi 2020 ha vinto la medaglia di bronzo.
Ai mondiali di Oslo 2021 ha vinto la medaglia d'oro nel torneo dei 63 kg, battendo il georgiano Leri Abuladze in finale, dopo aver superato il tedesco Deniz Menekse agli ottavi, l'ucraino Lenur Temirov ai quarti e l'azero Taleh Məmmədov in semifinale.

## Palmarès
| Anno | Manifestazione              | Sede        | Evento | Risultato | Note |
| ---- | --------------------------- | ----------- | ------ | --------- | ---- |
| 2013 | Campionati asiatici cadetti | Ulan Bator  | 50 kg  | Bronzo    |      |
| 2013 | Mondiali cadetti            | Zrenjanin   | 50 kg  | 15º       |      |
| 2014 | Mondiali cadetti            | Snina       | 54 kg  | 17º       |      |
| 2015 | Campionati asiatici junior  | Naypyidaw   | 55 kg  | Bronzo    |      |
| 2015 | Mondiali junior             | Salvador    | 55 kg  | 8º        |      |
| 2016 | Mondiali junior             | Mâcon       | 55 kg  | Bronzo    |      |
| 2017 | Mondiali U23                | Bydgoszcz   | 59 kg  | 8º        |      |
| 2018 | Mondiali U23                | Bucarest    | 63 kg  | 5º        |      |
| 2019 | Campionati asiatici U23     | Ulan Bator  | 63 kg  | Oro       |      |
| 2019 | Mondiali                    | Nur-Sultan  | 63 kg  | 5º        |      |
| 2019 | Mondiali U23                | Budapest    | 63 kg  | Oro       |      |
| 2020 | Campionati asiatici         | Nuova Delhi | 63 kg  | Bronzo    |      |
| 2021 | Campionati asiatici         | Almaty      | 63 kg  | Argento   |      |
| 2021 | Mondiali                    | Oslo        | 63 kg  | Oro       |      |